# Laeops nigromaculatus
Laeops nigromaculatus es una especie de pez de la familia Bothidae en el orden de los Pleuronectiformes.

## Hábitat
Es un pez de mar.

## Morfología
• Pueden llegar alcanzar los 21 cm de longitud total.

## Distribución geográfica
Se encuentra desde las  costas de Mozambique hasta las de KwaZulu-Natal (Sudáfrica). También en Japón.pero huele a pan